# Akito Watabe
Pour les articles homonymes, voir Watabe.
Akito Watabe (渡部暁斗, Watabe Akito), né le 26 mai 1988 à Hakuba, est un coureur de combiné nordique japonais. Il est le frère aîné de Yoshito Watabe, lui-même coureur de combiné. Il a remporté deux médailles d'argent en individuel aux Jeux olympiques, quatre médailles aux Championnats du monde, dont un titre par équipes en 2009 et deux en individuel ainsi que le classement général de la Coupe du monde en 2018.

## Carrière
Akito Watabe commence sa carrière au niveau mondial en 2005, puis en Coupe du monde en 2006 à Sapporo (19e), année où il est sélectionné pour les Jeux olympiques de Turin (19e en sprint). En 2006, il gagne aussi une médaille d'argent au sprint aux Championnats du monde junior à Kranj. Il prend part aux Championnats du monde à Sapporo en 2007.
En 2009, il remporte avec ses coéquipiers japonais le titre mondial par équipes à Liberec. Il monte pour la première fois sur un podium de Coupe du monde le 30 janvier 2010 à Seefeld avec une troisième position, avant de se classer neuvième sur la compétition avec grand tremplin aux Jeux olympiques de Vancouver. Deux ans plus tard, il est à la lutte pour le classement général avec ses quatre victoires, échouant finalement à 68 points du double tenant du titre, Jason Lamy-Chappuis. Il compte quatre victoires cet hiver à Val di Fiemme, Klingenthal, Liberec et Holmenkollen. Aux Championnats du monde 2011, il obtient une cinquième place sur la Gundersen petit tremplin.
Aux Championnats du monde 2013, il se classe trois fois au pied du podium (quatrième) dont une fois en individuel. Lors de cette saison, il ajoute six podiums à son palmarès et est troisième de la Coupe du monde. À l'été 2013, il remporte le classement général du Grand Prix à égalité avec Bernhard Gruber.
En 2014, il devient vice-champion olympique à Sotchi au petit tremplin derrière l'allemand Eric Frenzel. Le mois suivant, il renoue avec la victoire à Falun après plusieurs podiums cette saison.
En 2015 et 2016, il est devancé par Eric Frenzel pour le globe de cristal, remportant deux victoires en 2014-2015. En février 2017, il renoue avec la victoire à Sapporo au Japon en l'absence de Frenzel et Rydzek avant de se rendre à Lahti pour les Championnats du monde. Il y décroche deux médailles dont celle d'argent en individuel (grand tremplin) derrière Rydzek et le bronze sur le sprint par équipes avec son frère Yoshito. Lors de la manche de Coupe du monde d'Oslo 2017, il parvient à battre Eric Frenzel pour gagner la neuvième victoire de sa carrière à ce niveau.
Pour commencer la saison 2017-2018, il est troisième, premier puis onzième, après une chute. Malgré ce contretemps, il remporte le Ruka Tour devant Espen Andersen.
En janvier 2018, il s'impose sur les trois manches du Seefeld Triple et succède à Eric Frenzel, vainqueur des trois premières éditions.
Début février 2018, Akito Watabe s'impose dans l'épreuve de combiné nordique de Hakuba, au Japon, renforçant sa position de leader de la Coupe du monde de la spécialité devant Jan Schmid. Ensuite, aux Jeux olympiques à Pyeongchang, il est de nouveau médaillé d'argent sur l'épreuve avec le petit tremplin et battu par le même adversaire Eric Frenzel qui le bat après une accélération dans la dernière montée. Il enchaîne sur la Coupe du monde par un quatrième succès à son étape préférée, celle de Holmenkollen.
Lors de la Coupe de la Forêt-Noire à Schonach, il confirme sa victoire au classement général devant Jan Schmid grâce à deux nouveaux succès en épreuve individuelle.
En 2018-2019, il abandonne son titre au profit de Jarl Magnus Riiber et n'y compte aucune victoire, malgré cinq podiums. Il est notamment tout proche de gagner à Lahti, où Jorgen Graabak le bat au sprint avec une marge qui nécessite l'utilisation de la photo-finish. Ensuite, sur les Championnats du monde à Seefeld, il remporte la médaille de bronze, sur la compétition individuelle avec petit tremplin qui est remportée par Riiber.
Lors des saisons 2019-2020 et 2020-2021, il remporte à chaque fois une victoire, sur le site de Lahti. Il est choisi comme porte-drapeau lors de la cérémonie d'ouverture des Jeux olympiques d'hiver de 2022.

## Palmarès

### Jeux olympiques d'hiver
| Épreuve / Édition   | Individuel     | Individuel            | Par équipes Grand tremplin |
| Épreuve / Édition   | Petit tremplin | Sprint Grand tremplin | Par équipes Grand tremplin |
| JO 2006 Turin       | -              | 19e                   | -                          |
| Épreuve / Édition   | Individuel     | Individuel            | Par équipes Grand tremplin |
| Épreuve / Édition   | Petit tremplin | Grand tremplin        | Par équipes Grand tremplin |
| JO 2010 Vancouver   | 21e            | 9e                    | 6e                         |
| JO 2014 Sotchi      | Argent         | 6e                    | 5e                         |
| JO 2018 Pyeongchang | Argent         | 5e                    | 4e                         |
| JO 2022 Pékin       | 7e             | Bronze                | Bronze                     |

### Championnats du monde
| Épreuve / Édition           | Individuel     | Individuel            | Par équipes Grand tremplin | Par équipes Grand tremplin |
| Épreuve / Édition           | Petit tremplin | Sprint Grand tremplin | Par équipes Grand tremplin | Par équipes Grand tremplin |
| Mondiaux 2007 Sapporo       | 35e            | 31e                   | 8e                         | 8e                         |
| Épreuve / Édition           | Individuel     | Individuel            | Individuel                 | Par équipes Relais         |
| Épreuve / Édition           | Petit tremplin | Grand tremplin        | Départ en ligne            | Par équipes Relais         |
| Mondiaux 2009 Liberec       | 33e            | -                     | -                          | Or                         |
| Épreuve / Édition           | Individuel     | Individuel            | Par équipes                | Par équipes                |
| Épreuve / Édition           | Petit tremplin | Grand tremplin        | Petit tremplin Relais      | Grand tremplin Relais      |
| Mondiaux 2011 Oslo          | 5e             | 13e                   | 6e                         | 5e                         |
| Épreuve / Édition           | Individuel     | Individuel            | Par équipes                | Par équipes                |
| Épreuve / Édition           | Petit tremplin | Grand tremplin        | Grand tremplin Sprint      | Petit tremplin Relais      |
| Mondiaux 2013 Val di Fiemme | 9e             | 4e                    | 4e                         | 4e                         |
| Mondiaux 2015 Falun         | 6e             | 7e                    | 6e                         | 6e                         |
| Mondiaux 2017 Lahti         | 5e             | Argent                | Bronze                     | 4e                         |
| Mondiaux 2019 Seefeld       | Bronze         | 6e                    | 4e                         | 4e                         |
| Mondiaux 2021 Oberstdorf    | 5e             | Bronze                | 4e                         | 4e                         |

### Coupe du monde
- 1 gros globe de cristal en 2018.
- Trophée du meilleur sauteur en 2018.
- 74 podiums individuels : 19 victoires, 31 deuxièmes places et 24 troisièmes places.
- 5 podiums par équipes.

#### Détail des victoires
| Édition / Épreuve | Gundersen                                                                            | Penalty Race | Total |
| 2011-2012         | Val di Fiemme Klingenthal Oslo                                                       | Liberec      | 4     |
| 2013-2014         | Falun                                                                                |              | 1     |
| 2014-2015         | Lahti Oslo                                                                           |              | 2     |
| 2016-2017         | Sapporo Oslo                                                                         |              | 2     |
| 2017-2018         | Ruka Seefeld (× 3, au 5 km, 10 km et 15 km) Hakuba Oslo Schonach im Schwarzwald (x2) |              | 8     |
| 2019-2020         | Lahti                                                                                |              | 1     |
| 2020-2021         | Lahti                                                                                |              | 1     |
| Total             | 18                                                                                   | 1            | 19    |

#### Classements en Coupe du monde
| Année     | Classement général final |
| 2005-2006 | 47e                      |
| 2008-2009 | 38e                      |
| 2009-2010 | 18e                      |
| 2010-2011 | 11e                      |
| 2011-2012 | 2e                       |
| 2012-2013 | 3e                       |
| 2013-2014 | 3e                       |
| 2014-2015 | 2e                       |
| 2015-2016 | 2e                       |
| 2016-2017 | 3e                       |
| 2017-2018 | 1er                      |
| 2018-2019 | 2e                       |
| 2019-2020 | 9e                       |
| 2020-2021 | 3e                       |
| 2021-2022 | 11e                      |
| 2022-2023 | 30e                      |

### Grand Prix
- Vainqueur du classement général en 2013 (à égalité avec Bernhard Gruber).
- 3 victoires.

### Championnats du monde junior
Il a obtenu une médaille d'argent au sprint HS109 + 10 km à Kranj en 2006.